# بارك جو-سن
بارك جو-سن هو سياسي كوري جنوبي، ولد في 23 يوليو 1949. نشط حزبياً في Bareunmirae Party ‏. وقد انتخب عضو الجمعية الوطنية الكورية الجنوبية ‏ عن دائرة  خلال فترته النيابية ‏ (30 مايو 2008 – 29 مايو 2012) وانتخب عضو الجمعية الوطنية الكورية الجنوبية ‏ عن دائرة  خلال فترته النيابية ‏ (30 مايو 2012 – 29 مايو 2016) وانتخب عضو الجمعية الوطنية الكورية الجنوبية ‏ عن دائرة  خلال فترته النيابية ‏ (30 مايو 2016 – 29 مايو 2020).